# Departament Inżynierii Ministerstwa Spraw Wojskowych
Departament Inżynierii Ministerstwa Spraw Wojskowych – organ pracy ministra spraw wojskowych właściwy w sprawach wojsk saperskich Wojska Polskiego II RP.

## Departament V Inżynierii i Saperów 1921-1925
Po zakończeniu wojny polsko bolszewickiej przystąpiono do demobilizacji armii i przejścia wojska na stopę pokojową. W wyniku nowej organizacji z dotychczasowej Sekcji Inżynierii i Saperów Departamentu II Wojsk Technicznych oraz likwidowanego Departamentu VIII Budownictwa powstał Departament V Inżynierii i Saperów.
Departament zajmował się następującymi zagadnieniami: 
- opracowywanie projektów organizacji, etatów oraz dyslokacji wojsk saperskich,
- określanie stanów osobowych, uzbrojenia i zaopatrzenia materiałowo technicznego,
- zagadnienia mobilizacji i demobilizacji,
- wyszkolenie oddziałów saperskich,
- nadzór nad szkolnictwem saperskim,
- opracowanie regulaminów, instrukcji, prowadzeniem badań naukowych i studiów nad rozwojem saperów,
- ewidencja oficerów,
- sporządzanie budżetu.

Skład departamentu
- szef departamentu - płk / gen. bryg. Mieczysław Dąbkowski (1921 - VI 1926)
- zastępca szefa departamentu - płk inż. Wacław Abramowski (cz.p.o. szefa departamentu od I 1925[1])
- wydział ogólnoorganizacyjny – ppłk Mieczysław Wężyk
- wydział techniczny - urzędnik wojskowy inż. Konstanty Haller
- wydział zaopatrzenia - kpt. Wacław Szwykowski
- inspektor służby inżynierii - płk inż. Maciej Radziukinas (od grudnia 1924 – płk inż. Józef Płoszko[2])
- inspektor saperów - ppłk Hugon Griebsch, płk Zygmunt Nawratil
- referat budowlany
- referat szkoleniowy

## Departament V Wojsk Technicznych 1925-1927
23 czerwca 1925 w wyniku połączenia dotychczasowego Departamentu V Inżynierii i Saperów z Departamentem VI Wojsk Technicznych powstał Departament V Wojsk Technicznych Ministerstwa Spraw Wojskowych.

## Departament Inżynierii 1927-1929
19 maja 1927 Minister Spraw Wojskowych, marszałek Polski Józef Piłsudski zniósł numerację departamentów, a dla dotychczasowego Departamentu V ustalił nazwę „Departament Inżynierii”.
17 września 1927 generał dywizji Daniel Konarzewski w zastępstwie Ministra Spraw Wojskowych rozkazem B.Og.Org. 8114/Org. zatwierdził tymczasową organizację i składy osobowe Departamentu Inżynierii i centralnych zakładów inżynierii. Reorganizacja departamentu i centralnych zakładów inżynierii miała być przeprowadzona do 15 października 1927.
Skład osobowy Departamentu Inżynierii
- szef departamentu – płk Jan Skoryna
- Wydział Ogólny
- Wydział Fortyfikacyjny
- Wydział Saperów – ppłk sap. Roman Bolesław Ciborowski
- Wydział Łączności
- Wydział Broni Pancernej
- Samodzielny Referat Rachunkowo-Budżetowy

Ogółem departament liczył 80 oficerów (3 generałów, 59 oficerów sztabowych broni, 13 oficerów młodszych broni, 5 oficerów administracyjnych), 4 podoficerów zawodowych i nadterminowych, 80 szeregowców (osobistych ordynansów) i 51 urzędników cywilnych.
31 stycznia 1929 na bazie wydziałów utworzono:
- Szefostwo Saperów,
- Szefostwo Łączności,
- Szefostwo Broni Pancernych,
- Departament Zaopatrzenia Inżynierii.